# 1947 en Bretagne
 Chronologie de la Bretagne
- 1943
- 1944
- 1945
- 1946
- 1947
- 1948
- 1949
- 1950
- 1951

Cette page recense des événements qui se sont produits durant l'année 1947 en Bretagne.

## Société

### Naissances
- 29 mars à Brest : Jo Le Guen[1], marin breton qui s'est illustré dans des traversées océaniques à la rame.

- 26 septembre à Brest : Patrick Camus, peintre français. Il parcourt la Bretagne depuis le pays bigouden où il habite. Il passe du paysage à la nature morte, d'un vitrail à une bannière, travaille sur le mouvement ou la danse...

### Décès
- 30 juin : Pierre Savigny de Belay, peintre, proche du fauvisme, puis avec une technique propre, le « treillisme », il a peint des paysans, des pêcheurs, des bourgs et des ports du Sud-Finistère[2].